# Pedro Bruno Cobo
Pedro Bruno Cobo (Jaén, 25 de septiembre de 1974) es un político español  miembro del PSOE y actualmente ocupa un escaño en la Diputación de Jaén, formando parte del gobierno provincial, ocupando la cartera de agricultura.

## Biografía
En 2003 fue elegido alcalde de Espeluy, ayuntamiento del cual ya era concejal desde 1999. Estuvo en la alcaldía durante doce años hasta que en 2015, su partido lo designó diputado provincial por el partido judicial de Andújar y Francisco Reyes, presidente de la diputación lo nombra Diputado de Agricultura, por lo cual, dejó la alcaldía en manos de la primera teniente de alcalde, Manoli Cobo, aunque él continuó siendo concejal del Ayuntamiento.
| Predecesor: | Alcalde de Espeluy 2003-2015                                   | Sucesor: Manuela Cobo Anguita |
| Predecesor: | Concejal en el Ayuntamiento de Espeluy 2015-presente 1999-2003 | Sucesor:                      |

- Datos: Q14085103